# Nouveau château de Marienburg
Le  Nouveau château de Marienburg (Neues Schloss Marienburg) est un château néogothique situé à Alūksne (anciennement Marienburg ou Marienbourg, ce qui signifie château de Marie) en Lettonie.

## Historique
Le château a été construit à proximité du lac du même nom entre 1859 et 1863 par le baron Otto, dit Alexandre, von Vietinghoff, descendant du baron Otto Hermann von Vietinghoff (1722-1792), dans ce qui était à l’époque le gouvernement de Livonie appartenant à l’Empire russe et dont les vastes domaines agricoles étaient détenus par l’aristocratie germano-balte depuis les guerres livoniennes du XIIIe siècle et les conquêtes de l’Ordre Livonien.
C’est en 1342 que le domaine est mentionné lorsqu’un ancêtre de la famille, Arnold von Vietinghoff devient commandant d’une nouvelle commanderie de l’ordre à Marienburg et fait ériger un château fort sur une île du lac, afin de protéger la route commerciale entre Riga et Pskov. Celui-ci sera pris plusieurs fois au cours de son histoire par les Russes, les Suédois, les Polonais, etc. Aujourd’hui ses ruines sont encore visibles.
Le nouveau château mélange plusieurs styles inspirés du gothique allemand et du gothique anglais, et sa façade est décorée par un avant-corps polygonal dans le goût du romantisme. De sa terrasse, on peut admirer le lac. Il est flanqué d’une tour crénelée et orné de plusieurs balcons et loggias. La famille est expulsée en 1919, sur fond de guerre civile, au moment de l’indépendance du pays.
Le château endommagé est réquisitionné en 1924 par le 7e régiment d’infanterie de Sigulda, ce qui lui évite la ruine. Puis on y installe une école d’art, des salles de musée ouvertes au public, un musée consacré à la nature et un cinéma, etc.
Un monument aux morts est installé dans le parc, en souvenir des soldats soviétiques morts à proximité en chassant les armées du IIIe Reich.
Le château appartient aujourd’hui à la commune, des concerts et des représentations théâtrales y sont donnés.

## Le parc
Le parc du château est considéré comme le dendrorium le plus intéressant de Lettonie. Il a été dessiné à la fin du XVIIIe siècle pour le baron Burchard von Vietinghoff (fils d’Otto Hermann), comme un parc paysager romantique à l’anglaise au bord du lac, avec des ponts, des panoramas et des points de vue pour admirer le paysage, ainsi que des bosquets et des gloriettes. On remarque le mausolée, le pavillon des vents, l’obélisque en hommage au baron Otto Hermann, ainsi que la pavillon Alexandre construit en bois.